# 维西贯众
维西贯众（学名：Cyrtomium neocaryotideum）为鳞毛蕨科贯众属下的一个种。

## 扩展阅读
- 維基物種上的相關：维西贯众